# سیدی امحمد بن عوده
سیدی امحمد بن عوده (به عربی: سيدي امحمد بن عودة) یک شهرداری در الجزایر است که در استان غلیزان واقع شده‌است.